# Ramlinsburg
Ramlinsburg est une commune suisse du canton de Bâle-Campagne, située dans le district de Liestal.

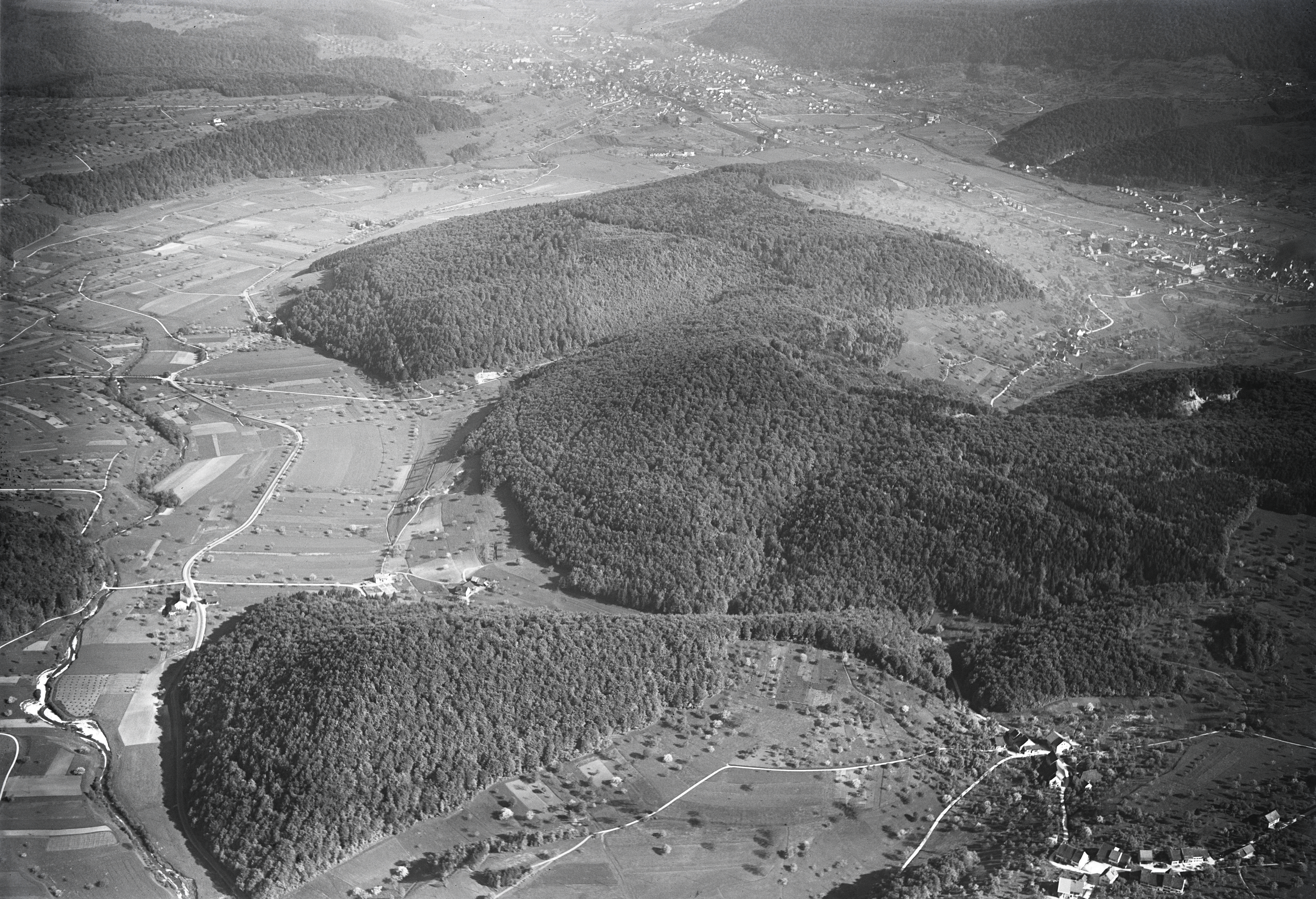
Vue aérienne de 900 m par Walter Mittelholzer (1930).

La population était de 685 habitants en 2012.